# Lymantria chroma
Lymantria chroma este o specie de molii din genul Lymantria, familia Lymantriidae, descrisă de Collenette 1947 Conform Catalogue of Life specia Lymantria chroma nu are subspecii cunoscute.